# Ziegler Ignác
Ziegler Ignác, németül Ignaz Ziegler (Alsókubin, 1861. szeptember 29. – Jeruzsálem, 1948. július 18.) magyarországi származású cseh rabbi, teológus. 1888 és 1938 között a zsidó közösség főrabbijaként szolgált Karlovy Varyban. 

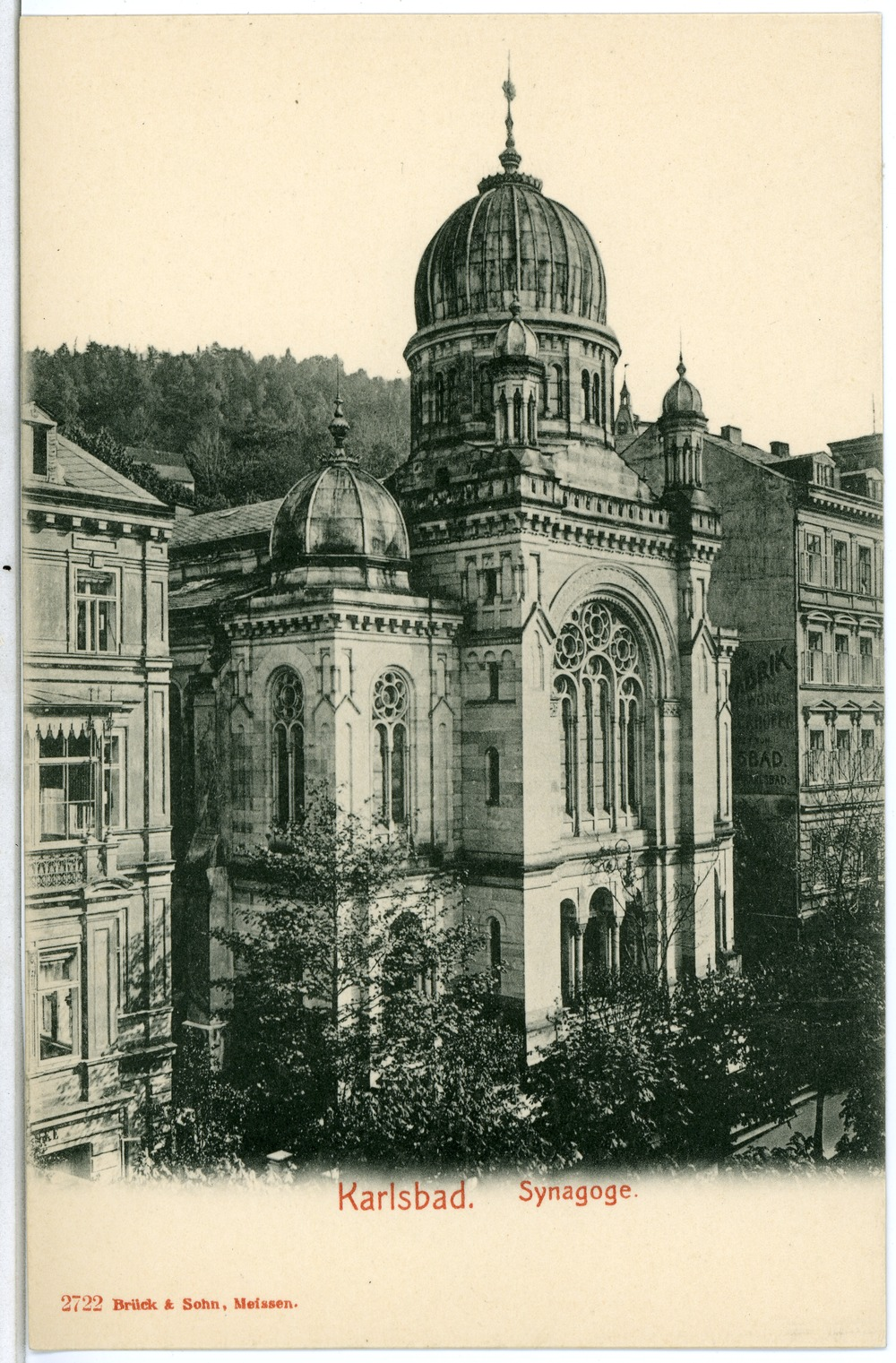
Ziegler rabbi ötven évig, 1888 és 1938 között dolgozott a Nagy Zsinagógában, Karlovy Varyban.

## Élete
Ziegler Ignác a felvidéki Alsókubinban született, Zsolna közelében, 1861. szeptember 29-én. Középiskolai tanulmányait Rózsahegyen és Trencsénben végezte. Ezt követően a budapesti Rabbiképzőben és egyidejűleg a Budapesti Tudományegyetemen tanult, ahol 1888-ben védte meg disszertációját, melyben Malakiás prófétáról értekezett, és így elnyerte a filozófia doktora címet.
Közvetlenül ezután elfogadta a rabbi pozíciót Karlovy Vary-ban, ahol további ötven évig, azaz teljes szakmai életében működött. Ebben a korszakban Karlovy Varyban volt az egyik legnagyobb és leggazdagabb zsidó közösség Csehországban. Ziegler számos vallási és filozófiai publikációt írt. Egyike volt a csehszlovákiai reform judaizmus vezető szereplőinek és egyben lelkes cionista, akinek szerepe volt abban, hogy két cionista világkongresszusra is Karlovy Varyban került sor.
Ziegler könyörtelen erőfeszítéseinek a szociális és egészségügyi ellátás területén (és fáradhatatlan adománygyűjtésének), a zsidó közösségnek sikerült megnyitnia egy kórházat 1903. május 1-jén, mely a Kaiser Franz Josef Regierungs-Jubiläum Hospiz nevet viselte. Az építkezést 1898-ban kezdték. A terveket a híres zsidó származású zsinagóga építész, Wilhelm Stiassny készítette, s az építkezés költségei elérték az 500 000 osztrák koronát. Az intézet évente akár 270 zsidó vendég számára is biztosíthatott ingyenes, négy napos gyógyfürdő-tartózkodást a fürdőben.
Ziegler Rabbi elsősorban németül prédikált és publikált. A Karlovy Vary-i Nagy Zsinagógában 1938-ig dolgozott, amikor a Müncheni egyezmény eredményeként kénytelen volt elmenekülni – mint hívőtársai ezreinek. Először Prágába ment, ahonnan később sikerült emigrálnia az akkori Palesztinába, ahol túlélte a holokausztot. A háború után azonban nem tért vissza Csehországba. Néhány hónappal Izrael állam függetlenségének kikiáltása után halt meg, 1948. július 18-án és Jeruzsálemben temették el.

## Művei
- Malachiás próféta (Budapest, 1888)
- Die Haphtaroth für Sabbat und Feiertage (Bécs, 1891)
- Religiöse Disputationen im Mittelalter (Frankfurt, 1894)
- Geschichte des Judentums (Prága, 1900)
- Die Königsgleichnisse des Midrasch beleuchtet durch die römische Kaiserzeit (Breslau, 1903)
- Die Geistesreligion und das jüdische Religionsgesetz (Berlin, 1920)
- Die sittliche Welt des Judentums. Teil 2: Vom Abschluß des Kanons bis Saadja (Leipzig, 1928)

## Fordítás
- Ez a szócikk részben vagy egészben  az   Ignaz Ziegler című cseh Wikipédia-szócikk ezen változatának fordításán alapul.  Az eredeti cikk szerkesztőit annak laptörténete sorolja fel. Ez a jelzés csupán a megfogalmazás eredetét és a szerzői jogokat jelzi, nem szolgál a cikkben szereplő információk forrásmegjelöléseként.| Nemzetközi katalógusok | - WorldCat: E39PBJgmHwDxHmxfp7by6yTbVC - VIAF: 2864793 - LCCN: n87898024 - ISNI: 0000 0000 6629 3388 - GND: 174077084 - SUDOC: 067061559 - NKCS: jk01152585 |  -  Zsidóságportál 

• összefoglaló, színes tartalomajánló lap